# یارا سیمرمان

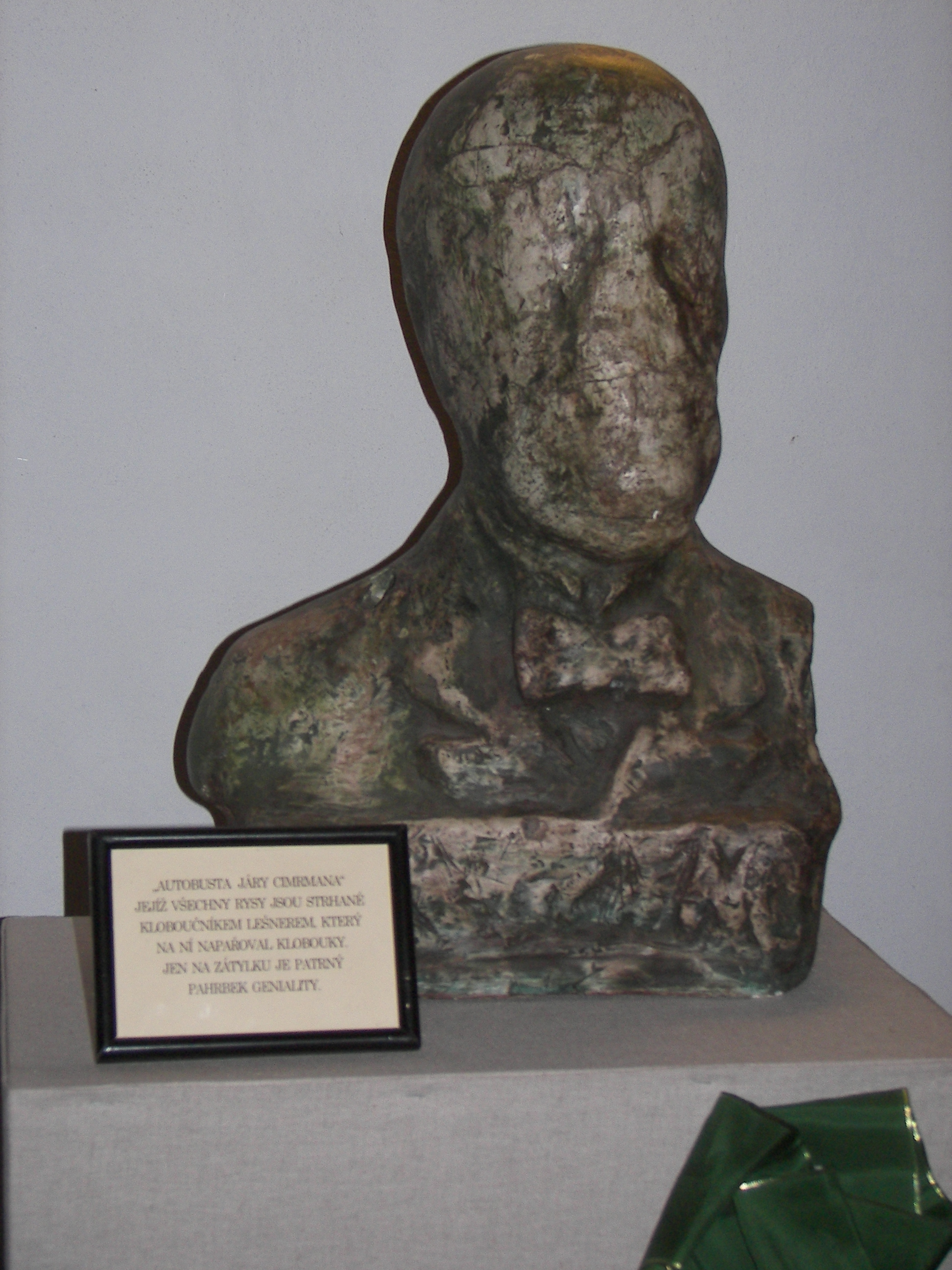
مجسمه نیم تنه‌ای که معروف است جارا سیمرمان از خود ساخته و نشان از سیمایی «فرسوده و خسته» دارد. تئاتر پراپرتی، دیوادلو یارا سیمرمان.

یارا سیمرمان (به چکی: Jára Cimrman تلفظ چکی: [ˈja:ra ˈtsɪmr̩man]) یک شخصیت داستانی اهل جمهوری چک از یک نابغه جهانی است. این شخصیت افسانه‌ای توسط گروهی از نویسندگان کمدی به نام‌های ییری شبانک (به چکی: Jiří Šebánek)، لادیسلاو اسمولیاک (به چکی: Ladislav Smoljak) و ازدنیک سویه‌راک (به چکی: Zdeněk Svěrák) خلق شد و از او به عنوان یکی از بزرگ‌ترین نوابغ جهانی، شعرا، نویسندگان، فلاسفه، معلمان، جهانگردان، جرمشناسان، کارآگاهان، متخصصان زنان و زایمان، ریاضی‌دانان، مخترعان و ورزشکاران قرن نوزدهم و بیستم چک نام برده‌اند.
در بسیاری از داستان‌های بومی رایج میان مردم این کشور، سیمرمان مخترع آثار بسیاری همچون دینامیت و لامپ معرفی شده است هرچند هیچ شناختی از اختراعات خود ندارد.
اگر چه شخصیت یارا سیمرمان برای یک نمایش رادیویی ایجاد شده بود، اما او راه خود را به قلب شنوندگان و ورود به مراحلی بالاتر بازکرد. تصویر این شخصیت در میان مردم چک، تصویری کاریکاتوری بود اما رفته رفته شهرتی عمومی به دست آورد و تبدیل به قهرمان ملی این کشور شد. پس از مدت کوتاهی بعد از خلق این شخصیت، او در نمایش‌های تئاتری ظاهر شد که در بسیاری موارد در خود «تئاتر یارا سیمرمان» به نمایش درمی‌آمد. شخصیت داستانی جارا سیمرمان از ابتدای پیدایش تا سال ۱۹۶۶ بر روی صحنه حضور داشته و به تصرف تصورات مردم در سراسر جمهوری چک ادامه داده است؛ تا جایی که حتی در رای‌گیری سال ۲۰۰۵ او برنده رای بزرگترین چک شد. هرچند به سبب این واقعیت که سیمرمان یک شخصیت غیرواقعی است مانع شد او برنده نهایی شود. بازی بخشی از ویژگی‌های شخصیتی اوست.
در سال ۲۰۰۲، موزه یارا سیمرمان در جمهوری چک افتتاح شد که از محبوبیت ویژه‌ای میان طرفداران این شخصیت‌های افسانه‌ای مشهور در جمهوری چک برخوردار است.
موزه یارا سیمرمان در کنار برجی قدیمی در منطقه «پترین هیل» شهر پراگ ساخته شده است. این برج که معماری آن ملهم از برج ایفل پاریس است، به گفته بسیاری از کارشناسان در بهترین منطقه برای ساخت موزه بنا شده است.
در ۱۶ سپتامبر ۲۰۱۶، موتور جستجوی گوگل به مناسبت ۵۰امین سالروز اولین نمایش یارا سیمرمان و به افتخار او، گوگل دودل صفحه اصلی خود را در جمهوری چک تغییر داد.